# Sandra Brown
Pour les articles homonymes, voir Brown.
Sandra Lynn Brown (née le 12 mars 1948) est une autrice américaine de romans d'amour et de romances policières. Elle a également publié sous les pseudonymes de Rachel Ryan, Laura Jordan, et Erin St-Claire.

## Biographie
Sandra Brown est née à Waco, au Texas, et a grandi à Fort Worth. Elle a étudié l'anglais à la Texas Christian University (TCU) à Fort Worth, mais a quitté l'université en 1968 afin d'épouser Michael Brown. C'est un ancien présentateur d'actualités et un documentariste pour Dust to Dust. Après son mariage, Brown a travaillé pour KLTV à Tyler comme présentatrice de la météo, elle est ensuite retournée dans la région du métroplexe de Dallas-Fort Worth zone où elle devient journaliste pour la version PM Magazine de la WFAA.
Sandra Brown a commencé sa carrière d'écrivain en 1981, après un pari avec son mari. Depuis, elle a publié près de 70 romans et plus de 50 New York Times best-sellers. En 2008, elle a reçu un doctorat honorifique ès lettres de son alma mater, l'UCV.
Son roman French Silk a été adapté en un film sorti en 1994 pour la télévision. Y jouent Susan Lucci, Shari Belafonte, et Lee Horsley.
En 2007, elle a contribué à la série Murder by the book TruTV, à propos du meurtre de Betty Gore à Wylie, Texas, le 13 juin 1980.
Son dernier livre, Seeing Red, a été publié le 17 août 2017.

## Œuvre

### Sous le nom de Rachel Ryan

#### Romans
- (en) Love's Encore, 1981Inédit en France
- (en) Love Beyond Reason, 1981Inédit en France
- Prisonnière du silence, J'ai lu, 2001 ((en) Eloquent Silence, 1982)Publié dans la collection Amour et Destin, sous le nom de Sandra Brown
- (en) A Treasure Worth Seeking, 1982Inédit en France
- (en) Prime Time, 1983Inédit en France

### Sous le nom de Laura Jordan

#### Romans
- (en) Hidden Fires, 1982Inédit en France
- L'engrenage, J'ai lu, 1996 ((en) The Silken Web, 1982)Publié dans la collection Amour et Destin, sous le nom de Sandra Brown

### Sous le nom d'Erin St. Claire

#### Romans
- 1982 Not Even for Love
- (en) Seduction by Design, 1983Inédit en France
- 1983 A Kiss Remembered
- 1983 A Secret Splendor
- 1984 Words of Silk
- 1984 Bittersweet Rain
- L'amant du désert, Harlequin, 2006 ((en) Tiger Prince, 1984)Publié dans la collection Hors série, sous le nom de Sandra Brown
- 1985 Sweet Anger
- 1986 Above and Beyond
- (en) Honor Bound, 1986Inédit en France
- Les rescapés de l'amour, Harlequin, 1988 ((en) Two Alone, 1987)
- Le choix de Judith, Harlequin, 1995 ((en) The Thrill of Victory, 1989)Publié dans la collection Harlequin d'Or, sous le nom de Sandra Brown

#### Série Hellraiser / Led Astray
1. Les amants rebelles, Harlequin, 2004 ((en) Led Astray, 1985)Publié dans la collection Amours d'aujourd'hui, sous le nom de Sandra Brown
2. Une passion à l'épreuve, Harlequin, 2002 ((en) The Devil's Own, 1987)Publié dans la collection Harlequin d'Or, sous le nom de Sandra Brown

### Sous le nom de Sandra Brown

#### Série Bed & Breakfast
1. L'inconnu de minuit, Presses de la cité, 1984 ((en) Breakfast in Bed, 1983)
2. Mon dernier amour, J'ai lu, 2001 ((en) Send No Flowers, 1984)Publié dans la collection Amour et Destin

#### Série de la famille Coleman
1. (en) Sunset Embrace, 1985Inédit en France
2. (en) Another Dawn, 1985Inédit en France

#### Série des sœurs Mason
1. Fantaisie, Presses de la cité, 1988 ((en) Fanta C, 1987)
2. Rééducation sentimentale, J'ai lu, 1996 ((en) Adam's Fall, 1988)Publié dans la collection Amour et Destin

#### Série Texas!
1. Le Destin de Lucky, J'ai lu, 1997 ((en) Texas! Lucky, 1990)Publié dans la collection Amour et Destin
2. Le destin de Rocky, J'ai lu, 1997 ((en) Texas! Chase, 1991)Publié dans la collection Amour et Destin
3. Le destin de Sally, J'ai lu, 1997 ((en) Texas! Sage, 1991)Publié dans la collection Amour et Destin

#### Romans divers
- 1982 Eloquent silence (Prisonnière du silence)
- 1982 The silken web (L'Engrenage)
- 1983 Seduction by Design (Les manèges de l'amour)
- 1983 Tomorrow's Promise (L'Écho des souvenirs)
- 1983 Relentless Desire (Au delà de l'angoise)
- 1983 Heaven's Price (Mille feux scintillants)
- 1983 Temptations Kiss (Ivre de désir)
- 1983 The Secret Splendor (L'enfant du mensonge)
- 1983 Tempest in Eden
- 1984 In a Class by Itself (Les chevaux du soleil)
- 1985 Thursday's Child (L'enfant du jeudi)
- 1985 Riley in the Morning (L'Invité du matin)
- 1985 Tiger Prince (L'amant du désert)
- 1986 The Rana Look (Le look de Rana)
- 1986 22 Indigo Place (22 place indigo)
- 1987 Sunny Chandler's Return (Une semaine pour gagner)
- 1987 Demon Rumm (Les Jeunes premiers)
- 1988 Tidings of Great Joy (Amants d'un soir)
- 1988 Hawk O'Toole's Hostage (Otage dans les rocheuses)
- 1989 Long Time Coming (L'été de Galveston)
- 1989 Temperatures Rising (Dans la chaleur du volcan)
- 1989 A Whole New Light (Une tout autre lumière)

Titres Romance Solo Suspense/Thriller
- 1988 Slow Heat in Heaven (Charlotte endormie)
- 1989 Best Kept Secrets (Des secrets bien gardés)
- 1990 Mirror Image (Substitution ?)
- 1991 Breath of Scandal (Le souffle du scandale)
- 1992 French Silk (French Silk)
- 1992 Shadows of Yesterday
- 1993 Where There's Smoke (Un jour, Lara...)
- 1994 Charade (Le cœur de l'autre)
- 1994 Love beyond reason
- 1995 The Witness (Faux-semblant)
- 1996 Exclusive (Confession exclusive)
- 1997 Fat Tuesday (Mardi gras)
- 1998 Unspeakable (Inavouable)
- 1998 Where There is Evil (Je ne te pardonnerai jamais)
- 1999 The Alibi (L'alibi impossible)
- 2000 Standoff
- 2000 The Switch (La place de l'autre)
- 2001 Envy (Jaloux)
- 2002 The Crush
- 2003 Hello, Darkness
- 2004 White Hot (Métal brûlant)
- 2005 Chill Factor
- 2006 Ricochet (Richochet)
- 2007 Play Dirty
- 2008 Smoke Screen (L'emprise des flammes)
- 2009 Smash Cut
- 2009 Rainwater
- 2010 Tough Customer
- 2011 Lethal
- 2012 Low Pressure
- 2013 Deadline (Échéance mortelle)
- 2014 Mean Streak
- 2015 Friction
- 2016 Sting
- 2017 Seeing Red
- 2018 Tailspin
- 2019 Outfox
- 2020 Thick as Thieves
- 2021 Blind Tiger

Omnibus
- Trois Romans Complets: Mirror Image / Best Kept Secret / Slow Heat In Heaven (1992)
- Trois Romans Complets: Texas Lucky! / Texas Chase! / Texas Sage!
- Crush / Hello Darkness (2006)
- Heaven's Price / Breakfast in Bed / Send No Flowers (2007)
- Tomorrow's Promise / Two Alone (2008)
- Led Astray / Devil's Own (2010)
- A Secret Splendor / Above and Beyond (2011)

## Récompenses
- American Business Women's Association's Distinguished Circle of Success
- Prix A. C. Greene
- Romance Writers of America: prix pour l'ensemble de sa carrière
- International Thriller Writers Award, "Thrillermaster", 2008